# A megvilágosodás négy szintje
A megvilágosodás négy szintje a buddhizmusban négy egymást követő szintet jelöl, amelyek végén a gyakorló eléri a megvilágosodást arhatként.
A négy szint a szotápanna, a szakadágámi, a anágámi és az arhat. A történelmi Buddha úgy utalt azokra az emberekre, akik a négy szint bármelyikén helyezkedtek el, hogy nemes emberek (arija-puggala) és ezen emberek közösségére pedig úgy, hogy nemes szangha (arija-sazngha).
A megvilágosodás négy szintjének tanítása a korai buddhista iskolák központi témája, amelyek közül a tháraváda iskola a mai napig létezik.

## Eredete
A Szutta-pitakában sokféle típusú buddhista gyakorló szerepel, akik különböző szintre jutottak el tanulmányaik során. Hagyományosan négy szintet szoktak megkülönböztetni, de léteznek hosszabb leírások is több típusról. A négy szint a folyamba-lépett, egyszer-visszatérő, nem-visszatérő és az arhat.
A Viszuddhimaggában a négy szint a hét megtisztulás csúcspontja. A leírások kidolgozottak és harmonizáltak. Ugyanazt a megtisztulási sorrendet mutatják minden egyes szint elérése előtt.
A Viszuddhimagga szerint a pradzsnyá, az anatta és a buddhista tanítások nagyon fontosak a megszabaduláshoz. A vipasszanának ebben központi szerepe van.

## A hétköznapi ember
Egy hétköznapi ember (puthuddzsana - (páli; szanszkrit: prthagdzsana, például pritha : nélkül, és jána : tudás) fogva tart a szamszárában való végtelen bolyongás. Az ember újraszületik, él és meghal végtelen újraszületéseken át - dévaként, emberként, állatként, férfiként, nőként, semlegesként, szellemként, aszúraként, pokollakóként vagy egyéb más entitásként a létezés különböző szintjén.
Egy közönséges lény még sosem látott és nem tapasztalta a dharma legvégső igazságát, ezért nincs rá módja, hogy kiutat találjon a véget nem érő ciklusokból. Csak akkor keres gyógyírt, amikor a szenvedés már elviselhetetlenné válik és ekkor találja meg a dharmát.

## A megvilágosodás négy szintje
A Tathagata (Buddha) tanítványainak csoportja (az arija szangha) négy- vagy nyolcféle személyt tartalmazott. Négy akkor, amikor az ösvény és gyümölcs párba van állítva és nyolc akkor, amikor minden ösvény és gyümölcs külön van számítva:
1. (1) a folyamba-lépő útja; (2) a folyamba-lépő gyümölcse;
2. (3) az egyszer-visszatérő útja; (4) az egyszer-visszatérő gyümölcse;
3. (5) a nem-visszatérő útja; (6) a nem-visszatérő gyümölcse;
4. (7) az arhatság útja; (8) az arhatság gyümölcse.

### A folyamba-lépő
Az első szint a Szotápanna (páli; szanszkrit: Szrotápanna), szó szerint "az aki belép (ápadjate) a folyamba (szotasz)", amelyben a folyam a nemes nyolcrétű ösvény, a legmagasabb szintű dharma. A folyamba-lépőről úgy tartják, hogy "kinyitotta a dharma szemét" (dhammacsakkhu, szanszkrit: dharmacsakszu).
A folyamba-lépő hét újjászületésen belül eléri az arhat szintjét.
Amiatt, hogy a folyamba-lépő elérte a buddhista tan egy szintjét, a "helyes látásmódot" - amely szerint teljes az önbizalma (Szaddha) a három drágaságban: Buddha, Dharma és Szangha - ezért ez a személy már nem fog újjászületni az embernél alacsonyabban lévő létsíkon (állatvilág, éhes szellem világ, vagy pokol).

### Az egyszer-visszatérő
A második szint a szakadágámi (szanszkrit: szakrdágámin), szó szerint "az aki egyszer (szakrt) jön (ágaccsati)". Az egyszer-visszatérő legfeljebb egyszer fog visszatérni az emberi világba. A folyamba-lépő és az egyszer-visszatérő is már megszabadultak az első három béklyótól, azonban ez utóbbi nagy mértékben megszabadult ezen túl a kéjtől, gyűlölettől és a káprázattól is. Az egyszer-visszatérő ezért sokkal kevesebbszer születik már újra. Történhet ez többször is, de csak az emberi világnál magasabb létsíkon és az emberként legfeljebb egyszer.  Az egyszer-visszatérőknek nem csupán egy újraszületésük van, ahogy azt az elnevezés sugallja.

### A nem-visszatérő
A harmadik szint az Anágámi (szanszkrit: Anágámin), szó szerint "az aki nem (an-) jön (ágaccsati)". A nem-visszatérő, mivel az érzékiségen már túl van, az emberi világba (vagy a többi szerencsétlen világba) már nem tér vissza a halál után. Visszatér viszont az öt speciális világ egyikébe, amelyeket "tiszta tartózkodási helyeknek" neveznek a buddhizmusban. A nirvánát ott érik el.
Az Anágámi már megszabadult a tíz béklyó közül öttől, amelyek a lényeket a szamszarához kötik.

### Arhat
A negyedik szint az Arhat (vagy Arahant), a teljesen megvilágosodott lény, aki halála után megszabadul mind a tíz béklyótól (szanszkrit: Parinirvána, páli: Parinibbána) és soha nem születik újra semelyik létsíkon. Teljes mértékben kilépett a szamszarából. Az arhat az által világosodik meg, hogy követi a Buddha által kijelölt ösvényt. A Buddha ehhez képest saját maga fedezte fel az utat.